# Cha Ji-won
Cha Ji-won (koreanisch 차지원; * 4. Mai 2002) ist eine südkoreanische Leichtathletin, die sich auf den Mittelstreckenlauf spezialisiert hat.

## Sportliche Laufbahn
Erste internationale Erfahrungen sammelte Cha Ji-won im Jahr 2022, als sie bei den Asienspielen in Hangzhou in 4:25,92 min den sechsten Platz im 1500-Meter-Lauf belegte und über 800 Meter mit 2:13,53 min den Finaleinzug verpasste.
2023 wurde Cha südkoreanische Meisterin im 800 Meter-Lauf.

## Persönliche Bestleistungen
- 800 Meter: 2:10,63 min, 6. Juli 2022 in Fukagawa
- 1500 Meter: 4:20,59 min, 24. Mai 2022 in Iksan